# Arotrobates granulatus
Arotrobates granulatus is een mijtensoort uit de familie van de Selenoribatidae. De wetenschappelijke naam van de soort is voor het eerst geldig gepubliceerd in 1992 door Luxton.